# Alfred Druffner
Alfred Druffner (28 de maio de 1904 - 30 de setembro de 1943) foi um oficial alemão que serviu no Deutsches Heer durante a Segunda Guerra Mundial. Foi condecorado com a Cruz de Cavaleiro da Cruz de Ferro com Folhas de Carvalho.

## Condecorações
| Cruz de Ferro (1939) 2ª Classe                                   | 20 de dezembro de 1940 |
| Cruz de Ferro (1939) 1ª Classe                                   | 6 de agosto de 1941    |
| Distintivo da infantaria de assalto                              |                        |
| Medalha da Frente Oriental                                       | 21 de julho de 1942    |
| Cruz Germânica em Ouro                                           | 27 de outubro de 1941  |
| Cruz de Cavaleiro da Cruz de Ferro                               | 6 de abril de 1943     |
| Cruz de Cavaleiro da Cruz de Ferro com Folhas de Carvalho nº 343 | 30 de novembro de 1943 |